# ITX-Saemaeul
ITX-Saemaeul (Tàu Liên tỉnh eXpress-Saemaeul) (Tiếng Hàn: ITX-새마을 , Tiếng Anh: Intercity Train eXpress-Saemaeul) là một lớp tàu phục vụ chuyên chở liên tỉnh và thành phố do Korail, công ty đường sắt lớn nhất của Hàn Quốc điều hành. Nó được giới thiệu và đưa vào sử dụng vào ngày 12 tháng 5 năm 2014 để thay thế cho lớp tàu cũ là Saemaeul-ho. Lớp tàu ITX-Saemaeul mới có tốc độ trung bình nhanh hơn 150 km/giờ. Tên gọi Saemaeul được lấy từ Saemaul Undong sau một cuộc thi công khai để xác định tên của đoàn tàu mới.

## Đầu máy toa xe
EMU-150 dựa trên Korail lớp 210000. Đầu máy toa xe đầu tiên được sản xuất bởi Hyundai Rotem; năm 2018 Woojin Industrial System đã nhận được hợp đồng cung cấp thêm đầu máy toa xe.

## Các tuyến phục vụ
- Tuyến Gyeongbu
- Tuyến Honam
- Tuyến Jeolla
- Tuyến Gyeongjeon
- Tuyến Donghae